# Xeranthemum
I perpetuini (nome scientifico Xeranthemum L., 1753) sono un genere di piante angiosperme dicotiledoni appartenenti alla famiglia delle Asteraceae, dall'aspetto di piccole erbacee annuali o perenni dalla tipica infiorescenza a “margherita”.

## Etimologia
Il nome del genere (Xeranthemum) deriva dalle parole greche “xero” e “anthos” e significano rispettivamente “secco” e “fiore” e derivano dalla caratteristica persistenza dei fiori rigidi e di lunghissima durata (non perdono neppure la colorazione dopo diversi anni). Anche il nome volgare (Perpetuini) deriva da questa loro particolare proprietà.

Il nome scientifico attualmente accettato è stato proposto da Carl von Linné (1707 – 1778) biologo e scrittore svedese, considerato il padre della moderna classificazione scientifica degli organismi viventi, nella pubblicazione Species Plantarum del 1753.

## Descrizione
Sono piante alte fino a 5 dm. La forma biologica prevalente è terofita scaposa (T scap); ossia sono piante erbacee che differiscono dalle altre forme biologiche poiché, essendo annuali, superano la stagione avversa sotto forma di seme; sono inoltre munite di asse fiorale eretto, spesso con poche foglie. Le parti non fiorali possono essere bianco-tomentose. Alcune specie possiedono un delicato aroma. In genere non sono spinose.

### Radici
Le radici sono secondarie.

### Fusto
La parte aerea del fusto è eretta, semplice o eventualmente ramosa-corimbosa in alto.

### Foglie
Le foglie sono biancastre e voluminose. La lamina è intera e acuta. Si dividono in due tipi: basali e cauline. Quelle basali sono lineari-spatolate, quelle cauline sono lanceolate-lineari (a volte ellittiche). Dimensione tipica delle foglie: larghezza 4 – 7 mm; lunghezza 20 – 65 mm. Le foglie possono essere convolute.

### Infiorescenza

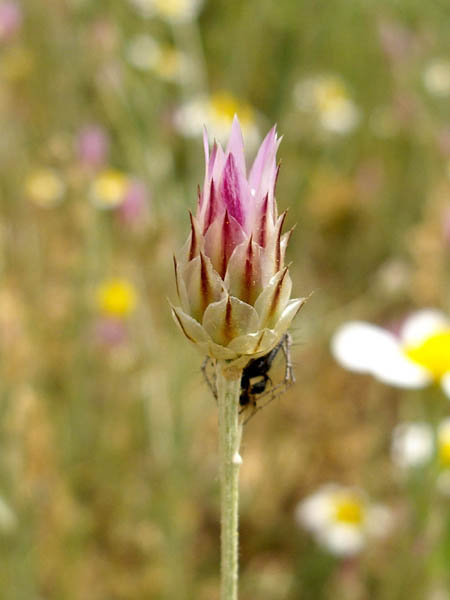
Infiorescenza
Xeranthemum inapertum

L'infiorescenza è formata da diversi capolini (anche un centinaio) portati da lunghi pedicelli solitari e nudi che normalmente sovrastano l'apparato fogliare. La struttura dei capolini è quella tipica delle Asteraceae : un peduncolo (o pedicello) sorregge un involucro composto da diverse brattee (o squame) disposte su più serie e di dimensioni diverse, persistenti che fanno da protezione al ricettacolo più o meno piano sul quale s'inseriscono i fiori tubulosi. Il ricettacolo è provvisto di squame dalle forme lineari-lanceolate con superficie scariosa ricoperta densamente da ghiandole puntiformi. Le squame dell'involucro sono glabre e membranose e si dividono in tre tipi:
- squame esterne: la forma è ovata o subrotonda; dimensioni: 3 – 4 mm;
- squame medie: la forma è oblanceolata e possono essere provviste di un breve mucrone apicale; dimensione: larghezza 5 mm; lunghezza 12 mm;
- squame interne vessillari: sono quelle della serie più interna; sono lucide e colorate e disposte in modo più o meno patente con portamento eretto (radiato) da simulare dei fiori ligulati; possono essere lunghe fino al doppio del diametro del disco centrale del capolino; i colori sono: da rosa-violetto a porpora.

Diametro dei capolini: 1 – 1,8 cm.

### Fiori
I fiori sono tutti del tipo tubuloso (il tipo ligulato, i fiori del raggio, presente nella maggioranza delle Asteraceae, qui è assente), sono inoltre sterili (o solo maschili) quelli esterni da 3 a 8 e ermafroditi quelli più interni fino a 120; sono inoltre tetra-ciclici (con quattro verticilli: calice – corolla – androceo – gineceo) e pentameri (ossia sia il calice che la corolla sono composti da cinque elementi).
- Formula fiorale:

- /x K {\displaystyle \infty }, [C (5), A (5)], G 2 (infero), achenio

- Calice: i sepali del calice sono ridotti ad una coroncina di squame.
- Corolla: la corolla (profondamente lobata)[11] ha una forma cilindrica terminante con 5 denti (le corolle dei fiori periferici sono bilabiate). Il colore è bianco-violetto.
- Androceo: gli stami sono 5 con filamenti liberi; le antere caudate (con coda) sono saldate fra di loro e formano un manicotto circondante lo stilo.
- Gineceo: l'ovario è infero e uniloculare formato da 2 carpelli; lo stilo è unico con uno stimma terminale bifido e glabro (è presente solamente un ciuffo di peli all'apice dello stilo).

### Frutti
I frutti sono degli acheni con forme da strettamente obconiche a obovoidi, superficie seriacea e lunghi di 4 – 6 mm. Il pappo è ampio e formato da reste o squame in genere lesiniformi di lunghezze diverse apicalmente pennate.

## Biologia
- Impollinazione: l'impollinazione avviene tramite insetti (impollinazione entomogama).
- Riproduzione: la fecondazione avviene fondamentalmente tramite l'impollinazione dei fiori (vedi sopra).
- Dispersione: i semi cadendo a terra (dopo essere stati trasportati per alcuni metri dal vento per merito del pappo – disseminazione anemocora) sono successivamente dispersi soprattutto da insetti tipo formiche (disseminazione mirmecoria).

## Distribuzione e habitat
Il genere è nativo della Persia e delle regioni mediterranee.

Tutte le specie spontanee di questo genere della flora italiana vivono sull'arco alpino. La tabella seguente mette in evidenza alcuni dati relativi all'habitat, al substrato e alla distribuzione delle specie alpine.
| Specie          | Comunità vegetali | Piani vegetazionali | Substrato | pH     | Livello trofico | H2O   | Ambiente       | Zona alpina |
| --------------- | ----------------- | ------------------- | --------- | ------ | --------------- | ----- | -------------- | ----------- |
| X. annuum       | 5                 | collinare           | Ca-Si     | neutro | basso           | arido | B2 F2          | BZ? UD?     |
| X. cylindraceum | 4                 | collinare           | Ca-Si     | basico | basso           | arido | B1 B2 F1 F2    | BG VI VR    |
| X. inapertum    | 4                 | montano collinare   | Ca-Si     | neutro | basso           | arido | B1 B2 F1 F2 G3 | IM CN TO AO |

Legenda e note alla tabella.
Substrato con “Ca/Si” si intendono rocce di carattere intermedio (calcari silicei e simili); vengono prese in considerazione solo le zone alpine del territorio italiano (sono indicate le sigle delle province).

Comunità vegetali: 4   = comunità pioniere a terofite e succulente; 5   = comunità perenni nitrofile;

Ambienti: B1 = campi, colture e incolti; B2 = ambienti ruderali, scarpate; C2 = rupi, muri e ripari sotto roccia; F1 = praterie rase xerofile mediterranee; F2 = praterie rase, prati e pascoli dal piano collinare al subalpino; G3 = macchie basse;

## Tassonomia
La famiglia di appartenenza di questa voce (Asteraceae o Compositae, nomen conservandum) probabilmente originaria del Sud America, è la più numerosa del mondo vegetale, comprende oltre 23.000 specie distribuite su 1.535 generi, oppure 22.750 specie e 1.530 generi secondo altre fonti (una delle checklist più aggiornata elenca fino a 1.679 generi). La famiglia attualmente (2021) è divisa in 16 sottofamiglie.
La tribù Cardueae (della sottofamiglia Carduoideae) a sua volta è suddivisa in 12 sottotribù (la sottotribù Xerantheminae è una di queste). Il genere Xeranthemum L. contiene poche specie native della Persia e delle regioni mediterranee.

### Filogenesi
Il genere Xeranthemum appartiene alla sottotribù Xerantheminae (tribù Cardueae, sottofamiglia Carduoideae). In precedenza il genere era descritto nel gruppo informale "'Xeranthemum group" all'interno della sottotribù Carduinae.
Questo genere è simile al genere Carlina, ma differisce per la mancanza di spine, per le foglie intere, per l'involucro senza foglie bratteali, per i fiori periferici sterili e bilabiati e il pappo con brattee lesiniformi. Uno dei caratteri distintivi del genere è la distribuzione delle brattee dell'involucro: sono disposte su più serie e con lunghezze diverse.
Nell'ambito della sottotribù, da un punto di vista filogenetico, il genere di questa voce occupa una posizione abbastanza interna (si è evoluto più recentemente) ed è vicino al genere Amphoricarpos .
Il numero cromosomico delle specie di questo genere è variabile: 2n = 12, 18, 28.

### Specie del genere
Il genere Xeranthemum contiene 4 specie qui sotto elencate:
- Xeranthemum annuum L., 1753
- Xeranthemum cylindraceum  Sm.
- Xeranthemum inapertum  (L.) Mill., 1768
- Xeranthemum longepapposum  Fisch. & Camey.

#### Sinonimi e nomi obsoleti
Diverse specie assegnate a suo tempo al genere Xeranthemum ora sono state spostate ad altre specie. La tabella seguente è formato da sinonimi e nomi obsoleti di questo genere:
- Xeranthemum annettae Kalen. = Xeranthemum annuum L.
- Xeranthemum annuum subsp. annettae (Kalen.) Holmboe = Xeranthemum annuum L.
- Xeranthemum annuum subsp. annuum = Xeranthemum annuum L.
- Xeranthemum annuum var. annuum = Xeranthemum annuum L.
- Xeranthemum annuum var. inapterum L. = Xeranthemum inapertum (L.) Mill.
- Xeranthemum annuum var. orientale L. = Chardinia orientalis (L.) Kuntze
- Xeranthemum argenteum Thunb. = Syncarpha argentea (Thunb.) B.Nord.
- Xeranthemum australe Pomel = Xeranthemum inapertum (L.) Mill.
- Xeranthemum bellidioides G.Forst. = Anaphalioides bellidioides (G.Forst.) Glenny
- Xeranthemum bracteatum Vent. = Xerochrysum bracteatum (Vent.) Tzvelev
- Xeranthemum caespitosum Thouars = Chevreulia sarmentosa (Pers.) S.F.Blake
- Xeranthemum canescens L. = Syncarpha canescens (L.) B.Nord. subsp. canescens
- Xeranthemum ciliatum L. = Polyarrhena reflexa (L.) Cass. subsp. reflexa'
- Xeranthemum erectum = Xeranthemum inapertum (L.) Mill.
- Xeranthemum ericoides Lam. = Dolichothrix ericoides (Lam.) Hilliard & B.L.Burtt
- Xeranthemum erucifolium L. = Klasea erucifolia (L.) Greuter & Wagenitz
- Xeranthemum fasciculatum Andrews = Edmondia fasciculata (Andrews) Hilliard
- Xeranthemum ferrugineum Lam. = Syncarpha ferruginea (Lam.) B.Nord.
- Xeranthemum foetidum Moench = Xeranthemum inapertum (L.) Mill.
- Xeranthemum frigidum Labill. = Castroviejoa frigida (Labill.) Galbany, L.Sáez & Benedí
- Xeranthemum fulgidum L.f. = Helichrysum aureum (Houtt.) Merr. var. aureum
- Xeranthemum herbaceum Andrews = Helichrysum herbaceum (Andrews) Sweet
- Xeranthemum humile Andrews = Edmondia pinifolia (Lam.) Hilliard
- Xeranthemum inapertum var. australe (Pomel) Batt. & Trab. = Xeranthemum inapertum (L.) Mill.
- Xeranthemum inapertum var. inapertum	= Xeranthemum inapertum (L.) Mill.
- Xeranthemum inapertum var. reboudianum Verl. = Xeranthemum inapertum (L.) Mill.
- Xeranthemum lancifolium Thunb. = Helichrysum lancifolium (Thunb.) Thunb.
- Xeranthemum modestum Ball = Xeranthemum inapertum (L.) Mill.
- Xeranthemum orientale (L.) Mill. = Chardinia orientalis (L.) Kuntze
- Xeranthemum paniculatum L. = Syncarpha paniculata (L.) B.Nord.
- Xeranthemum pinifolium Lam. = Edmondia pinifolia (Lam.) Hilliard
- Xeranthemum proliferum L. = Phaenocoma prolifera (L.) D.Don
- Xeranthemum pungens Lam. = Siebera pungens (Lam.) J.Gay
- Xeranthemum recurvatum L.f. = Syncarpha recurvata (L.f.) B.Nord.
- Xeranthemum retortum L. = Helichrysum retortum (L.) Willd.
- Xeranthemum sesamoides L. = Edmondia sesamoides (L.) Hilliard
- Xeranthemum speciosissimum L. = Syncarpha speciosissima (L.) B.Nord. subsp. speciosissima
- Xeranthemum spinosum L. = Macledium spinosum (L.) S.Ortiz
- Xeranthemum squamosum Jacq. = Edmondia pinifolia (Lam.) Hilliard
- Xeranthemum staehelina L. = Syncarpha staehelina (L.) B.Nord.
- Xeranthemum stoloniferum L.f. = Helichrysum stoloniferum (L.f.) Willd.
- Xeranthemum striatum Thunb. = Syncarpha striata (Thunb.) B.Nord.
- Xeranthemum variegatum P.J.Bergius = Syncarpha variegata (Berg.) B.Nord.
- Xeranthemum vestitum L. = Syncarpha vestita (L.) B.Nord.
- Xeranthemum virgatum P.J.Bergius = Syncarpha virgata B.Nord.

#### Specie spontanee italiane
Per meglio comprendere ed individuare le varie specie del genere (solamente per le specie spontanee della flora italiana) l'elenco seguente utilizza in parte il sistema delle chiavi analitiche (vengono cioè indicate solamente quelle caratteristiche utili a distingue una specie dall'altra).
- 1A: le squame dell'involucro sono glabre e all'apice è presente un breve mucrone;

- 2A: i capolini sono più lunghi che larghi; ogni capolino è composta da 30 – 45 fiori (sia tubulosi che ligulati); le squame vessillari sono bianche o rosate;

Xeranthemum inapertum (L.) Miller - Perpetuini mezzani: l'altezza delle piante varia da 1 a 4 dm; il ciclo biologico è annuo; la forma biologica è terofita scaposa (T scap); il tipo corologico è Sud Europeo/Pontico; l'habitat tipico sono i pendii aridi e steppici; la distribuzione sul territorio italiano quasi totale fino ad una altitudine compresa tra 500 e 1200 m s.l.m..
- 2B: i capolini sono più larghi che lunghi; ogni capolino è composta da 100 – 125 fiori (sia tubulosi che ligulati); le squame vessillari sono rosee o violacee;

Xeranthemum annuum L. - Perpetuini maggiori: l'altezza delle piante varia da 1 a 5 dm; il ciclo biologico è annuo; la forma biologica è terofita scaposa (T scap); il tipo corologico è Sud Est Europeo/Pontico; l'habitat tipico sono i coltivi (raramente è sub-spontaneo – è considerata specie esotica naturalizzata); la distribuzione sul territorio italiano è relativa alla regione Friuli-Venezia Giulia fino ad una altitudine di 800 m s.l.m..
- 1B: le squame dell'involucro sono tomentose sulla carena e non sono mucronate all'apice;

Xeranthemum cylindraceum S. & S. - Perpetuini piccoli: l'altezza delle piante varia da 1 a 5 dm; il ciclo biologico è annuo; la forma biologica è terofita scaposa (T scap); il tipo corologico è Sud Siberiano/Sud Europeo (Steppico); l'habitat tipico sono i prati aridi e steppici e le zone incolte; la distribuzione sul territorio italiano è quasi totale fino ad una altitudine di 1500 m s.l.m..

### Sinonimi
Il genere Xeranthemum, in altri testi, può essere chiamato con nomi diversi. Quello che segue è un possibile sinonimo:
- Xeroloma Cass.

## Usi

### Giardinaggio
Per la loro caratteristica persistenza sono piante usate nel giardinaggio (o nel commercio dei fiori recisi secchi). Crescono in ambienti piuttosto secchi con terreni di vario tipo. La semina è da fare in marzo con temperature sopra i 10 °C. La raccolta va fatta in piena fioritura e può essere conservata per tutto l'inverno. Sono presenti anche delle varietà a fiori doppi. Spesso i fiorai sottopongono l'infiorescenza ai vapori di diversi acidi per modificarne la colorazione.